# پین چیائو

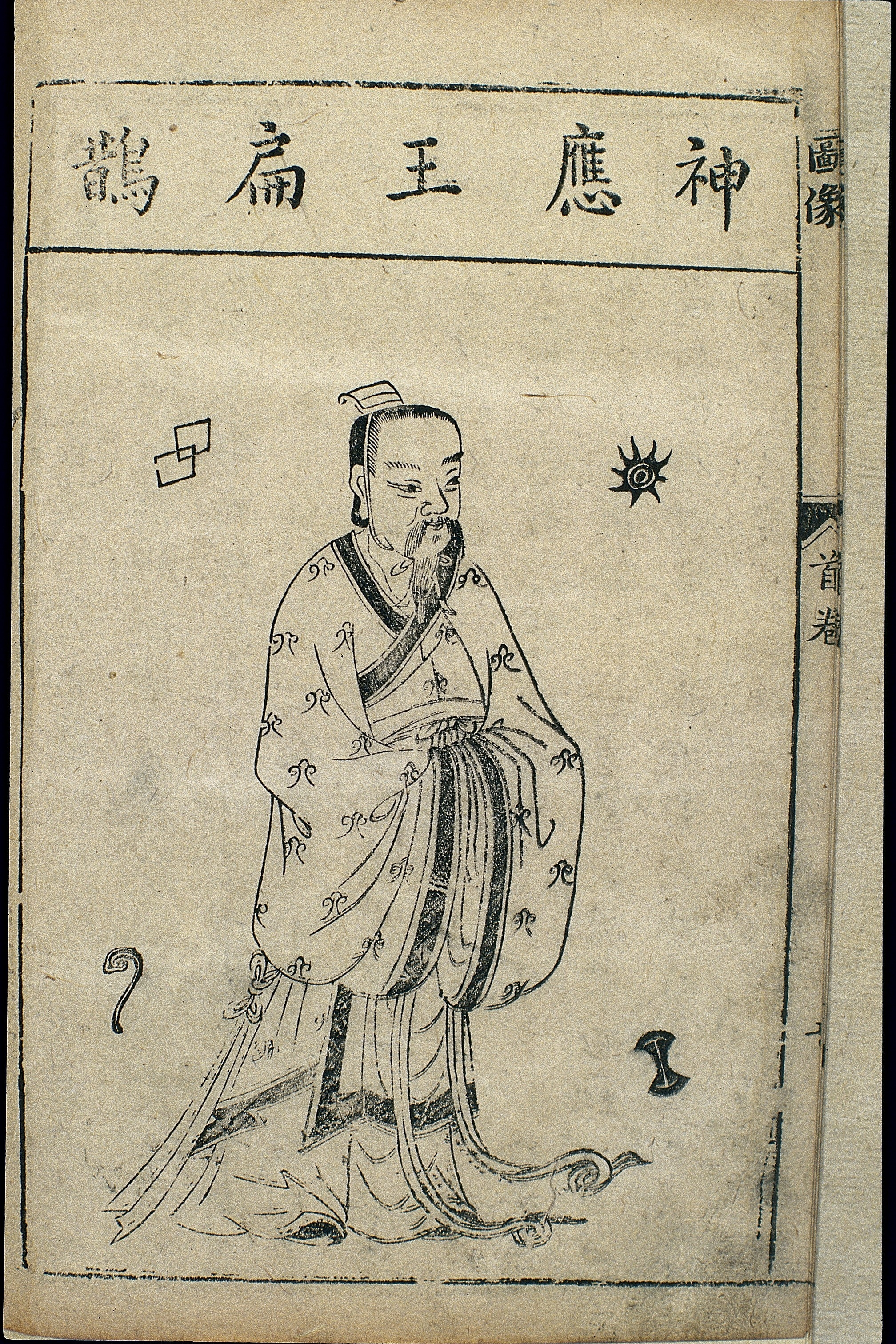
طرح‌نگاره‌‌ٔ پین چیائو پزشک نیمه‌اسطوره‌ای اهل چین

پین چیائو نام مستعار چئین یوئه جن پزشک نیمه‌اسطوره‌ای چین است.
وی در نیمه اول قرن پنجم قبل از میلاد در ایالت چنگ برآمد. رساله ای طبی به نام نان چینگ در ۸۱ فصل به او منسوب است. نان چینگ یکی از قدیمی‌ترین رساله‌های طبی چینی و یکی از رایجترین آن‌ها است. نظریه چینی دربارهٔ نبض نیز به او منسوب است.